# Игнатий Брянчанинов
Епископ Игнатий (светско име Димитрий Александрович Брянчанинов; * 5 февруари 1807, село Покровское, Грязовецки уезд, Вологодска губерния; † 30 април 1867, Николо-Бабаевски манастир, Костромски уезд, Костромска губерния) е епископ на Руската православна церква, епископ Кавказки и Черноморски.
Прославен в лика на светител. Чества се на 30 април (13 май стар стил)

## Произход и духовна кариера
Роден е през в 1807 година в Русия в старо дворянско семейство.
Получил отлично домашно възпитание, Димитрий от млад е подготвян за блестяща кариера. На 15-годишна възраст, пътувайки с баща си за Санкт Петербург, за да постъпи във военно училище, той за първи път открито изказва своето желание да стане монах, но по настояване на баща си в крайна сметка завършва военното инженерното училище в Санкт Петербург.
Четейки творенията на светите отци, юношата решава да стане монах под името Игнатий, в чест на св. свещеномъченик Игнатий Богоносец. След запознанството му с Оптинския старец Лъв (Наголкин), намерението на Димитрий укрепва.
Завършва училището през 1826 година с чин поручик, но още на следващата година постъпва в манастир. Близо четири години е послушник, а през 1831 приема монашески постриг. Месец по-късно е ръкоположен за йеромонах и поставен за игумен на манастир. През 1834 – 1857 години Игнатий е настоятел на Троице-Сергиевия пуст близо до Санкт Петербуг в архимандритски сан. През 1857 година е хиротонисан за епископ Кавказки и Черноморски с катедра в Ставропол.
Епископ Игнатий посещава и произнася чести проповеди в енориите си, в които въвежда тържествени богослужения, създава архиерейски хор, нов архиерейски дом, организира преместването на семинарията в нови помещения и внимателно следи за вътрешния живот на епархията.
По собствена молба, поради болест, напуска епископския пост и се оттегля в Николо-Бабаевски манастир, където и почива през 1867 година.
През 1988 година Епископ Игнатий е причислен към лика на светците от Руската православна църква. В същата година мощите му са пренесени в Ярославския Толгски манастир, където почиват и до днес.